# Grande Traversata della Collina
La Grande Traversata della Collina Torinese (GTC) è un itinerario escursionistico in ambiente collinare della lunghezza di circa 65 km che collega la città di Moncalieri con quella di Chivasso, entrambe località della città metropolitana di Torino, in Piemonte.

## Itinerario
L'itinerario parte in comune di Moncalieri dal Parco delle Vallere; la quota massima raggiunta è il Colle della Maddalena (715 m) e propone un dislivello in salita complessivo di circa 1500 m. Ideato e tracciato negli anni '90 dalla sezione di Moncalieri del Club Alpino Italiano con l'ausilio di altre associazioni sentieristiche locali.
Attraversa i comuni di Moncalieri, Pecetto Torinese, Pino Torinese, Torino, San Mauro Torinese, Baldissero Torinese, Castiglione Torinese, Gassino, Rivalba, Castagneto Po, Chivasso.

## Punti di interesse

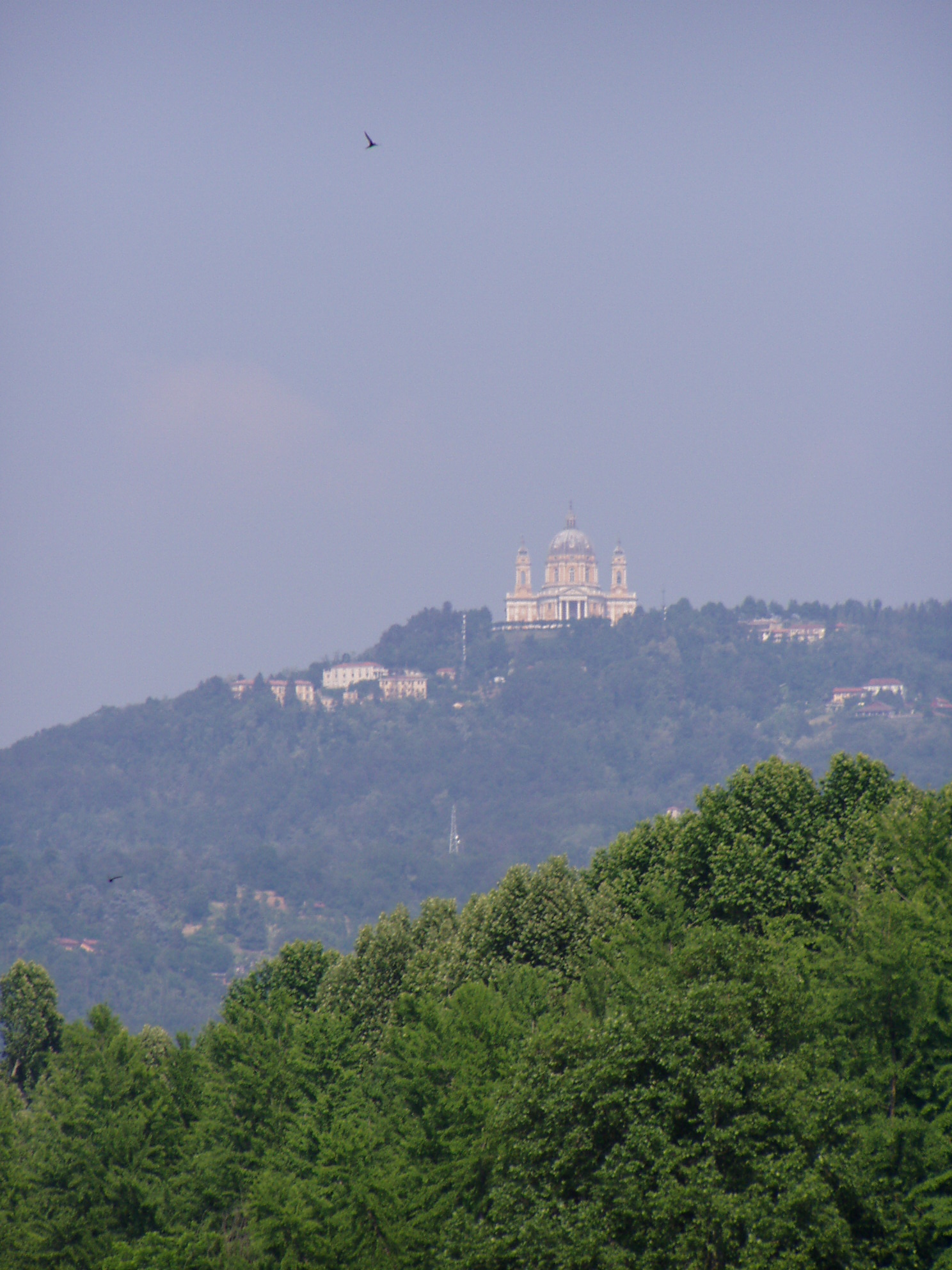
La basilica di Superga.

L'itinerario offre numerosi scorci panoramici e permette di attraversare aree di interesse naturalistico, come il Parco naturale della Collina di Superga, la Riserva naturale speciale del Bosco del Vaj, il Parco del Po Torinese. Siti di particolare interesse lungo il percorso sono la Basilica di Superga, l'Osservatorio astronomico di Torino, il Faro della Vittoria al Colle della Maddalena.